# Киприан (Шнитников)
Епископ Киприан (в миру Алексей Яковлевич Шнитников; 16 (28) января 1879, Осташков, Российская империя — 18 июня (1 июля) 1914, Санкт-Петербург, Российская империя) — епископ Русской православной церкви, епископ Сердобольский, викарий Финляндской епархии.

## Биография
Родился 16 января 1879 года в семье мещан города Осташкова, Тверской губернии.
Первоначально обучался в Осташковском духовном училище, а затем в Тверской духовной семинарии, все время занимал в классе первое место.
28 сентября 1902 года, будучи студентом 3-го курса академии, был пострижен в монашество ректором Санкт-Петербургской академии епископом Сергием (Страгородским) с именем Киприан в честь святителя Киприана Карфагенского.
Окончил обучение в Петербургской духовной академии в 1904 году, также первым кандидатом магистрантом и был оставлен при академии для подготовления к занятию профессорской кафедры.
В 1905 году епископ Сергий (Страгородский) получает назначение на Финляндскую и Выборгскую кафедру, и молодой учёный инок отказывается от почётной академической службы ради миссионерской деятельности в православной Карелии, несмотря на то, что родная Петербургская академия дважды призывала его на кафедру профессора.
Одарённый от природы богатыми способностями и сильным характером, молодой иеромонах Киприан отдается всецело миссионерской работе. Он изучает историю карельского народа, знакомится на месте с бытом и духовным обликом этого народа и под руководством Владыки Сергия достигает больших результатов. При деятельном и живом участии иеромонаха устраивались миссионерские съезды, на которых обсуждались и вырабатывались меры к противодействию «панфиннско-лютеранской пропаганде и к поднятию духовного просвещения среди карел». Открылось Православное Карельское Братство во имя св. Великомученика и Победоносца Георгия, с целью содействовать укреплению и преуспеянию православно-русских начал среди карел Архангельской, Олонецкой и Финляндской епархий. Избранный первым председателем Совета Карельского Братства, он занимал эту должность до конца своей жизни. Благодаря его неусыпной деятельности, братство возникло, возросло и окрепло.
В феврале 1908 года Св. Синодом была учреждена должность синодального карельского противолютеранского миссионера для Архангельской, Олонецкой и Финляндской епархий, и на эту должность был назначен председатель Карельского Братства иеромонах Киприан, как самый главный и испытанный деятель Карельской миссии.
В 1909 году был удостоен сана архимандрита.
В 1910 году он был назначен председателем Комитета второго, действующего в Финляндии братства преп. Сергия и Германа, для объединения деятельности обоих братств.

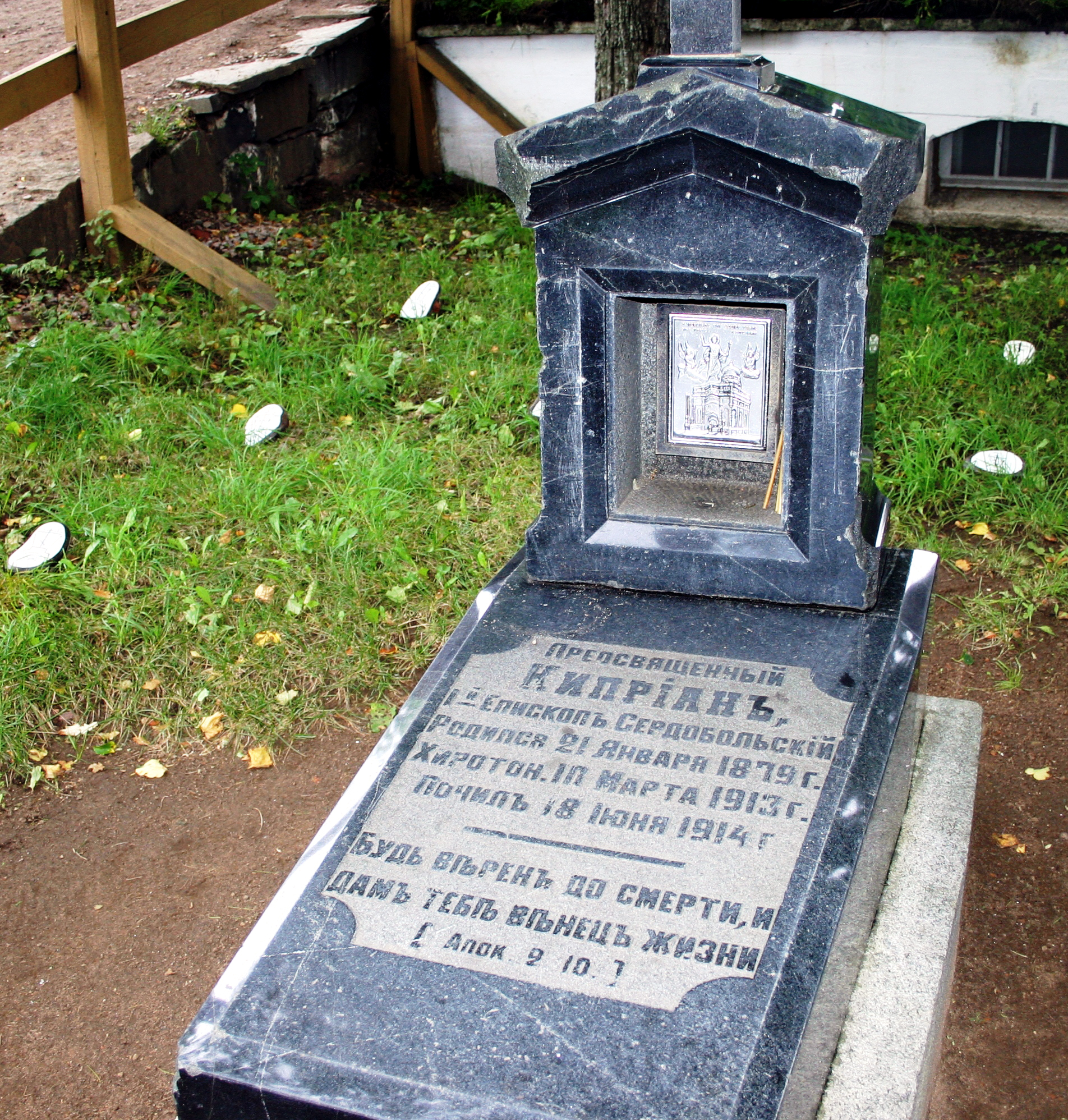
Могила епископа Киприана на Валааме

Объединивши в своем лице целый ряд миссионерских должностей, архимандрит Киприан всего себя отдаёт миссионерскому труду; большую часть времени проводил в путешествиях по Карелии, совершал богослужения и вёл с народом беседы, посещал самые глухие деревни Карелии, открыл на средства Братства, собранные своими трудами, несколько русских церковных школ, из коих большинство имело собственные здания, руководил школьным делом, сам присутствовал на экзаменах, устраивал ёлки для детей; заботился об устроении и украшении храмов и часовен.
В феврале 1913 году было учреждено Сердобольское викариатство Выборгской епархии, с поручением викарию попечения о православных карелах в трёх смежных епархиях: Финляндской, Архангельской и Олонецкой. По представлению архиепископа Сергия на вновь открытую кафедру был назначен архимандрит Киприан.
Хиротония его была совершена 10 марта 1913 года в Петербурге в Исаакиевском соборе множеством архипастырей, во главе с блаженнейшим Патриархом Антиохийским Григорием IV. С этого времени Преосвященному Киприану открылось более широкое поле деятельности, потому что Сергий (Страгородский), присутствуя в Св. Синоде, предоставил большую часть дел ведению своему викарию.
Хотя Преосвященный Киприан всегда отличался весьма слабым здоровьем, но, несмотря на это, отдаваясь делу, он никогда не берёг и не рассчитывал своих сил. Иногда делал длинные переезды по ужасным дорогам на тряских карельских двухколёсках. Часто предпринимал путешествие пешком. Незадолго до своей смерти вырабатывал план крестного хода в Повенецком уезде в общем на 318 вёрст.
21 апреля 1914 года выехал в Санкт-Петербург. Здесь у него сделался сильный приступ, часто и раньше беспокоивший его, кишечной болезни, и на этот раз с такой ужасной болью, что больной сразу же начал приготовляться к смерти. 10 мая его свезли в Биржевую больницу.
Скончался 18 июня 1914 года в 3 часа 15 минут утра. Погребён в Валаамском монастыре.